# Enterprise Volume Management System
Enterprise Volume Management System (EVMS) — свободно распространяемое программное обеспечение управления средствами постоянного хранения для Linux. Объединяет в единый пакет все необходимые технологии для управления дисковыми разделами и логическими устройствами хранения. Требует поддержки в ядре, но не включено в его код, поэтому установка требует перекомпиляции ядра. Развитие прекращено, последняя стабильная версия выпущена в феврале 2006 года.

## Состав и возможности
Состоит из двух главных компонентов: механизма выполнения (runtime), реализуемого как резидент ядра и отвечающего непосредственно за функции ввода-вывода и механизма управления (engine), обеспечивающего конфигурирование и распознавание средств хранения.
С точки зрения управления логическими устройствами хранения является альтернативой LVM2 (включённой в ядро), при этом поддерживает LVM2 и обеспечивает манипулирование LVM2-томами. Многие возможности реализуются посредством подключаемых модулей (plugins), реализуемых как загружаемые модули ядра Linux. Подключаемые модули в зависимости от предназначения делятся на классы:
- менеджеры устройств (реализован только один менеджер устройств — локальный дисковый менеджер, предполагалось также реализовать модули для Multipath I/O и SAN);
- менеджеры разделов (реализованы модули поддержки таблиц разделов DOS, GPT, S/390, BSD);
- менеджеры регионов (обеспечивающие соединение разделов в логические тома, RAID);
- особенности (features) — обеспечивающие поддержку различных файловых систем (реализованы модули для поддержки Ext2, Ext3, FAT, JFS, NTFS, OCFS2, OpenGFS, ReiserFS, XFS), расширение и уменьшение томов и файловых систем — подключенных и отключенных (в зависимости от возможностей файловой системы), создание снимков («замороженных» образов томов), опционально с возможностью записи.

Также в комплект EVMS входит серия пользовательских инструментов: GTK-программа для управления хранением из графического интерфейса, ncurses-программа для работы в консольном интерфейсе, и набор утилит командной строки для эмуляции набора команд LVM.

## Распространение
Распространяется по лицензии GNU General Public License версии 2 или более поздней. Входила в состав дистрибутива Suse Linux Enterprise Server, начиная с версии SLES 11 не поддерживается.